# 22 lutego
22 lutego jest 53. dniem w kalendarzu gregoriańskim. Do końca roku pozostało 312 (w latach przestępnych 313) dni.

## Święta
- Imieniny obchodzą: Arystion, Chociebąd, Jakub, Konkordia, Maksymian, Małgorzata, Marold, Marwald, Nikifor, Papiasz, Paschazy, Wiktor i Wrocisław.
- Międzynarodowe:
  - Dzień Myśli Braterskiej (symboliczne święto przyjaźni pomiędzy skautami i harcerzami obchodzone na całym świecie w rocznicę urodzin Roberta Baden-Powella).
  - Europejski Dzień Ofiar Przestępstw
- Katar – Rocznica Intronizacji Emira
- Polska – Dzień Ofiar Przestępstw
- Saint Lucia – Święto Niepodległości
- Starożytny Rzym – Caristia ceremonia, która kończyła Parentalia ku czci zmarłych przodków.
- Wspomnienia i święta w Kościele katolickim[1][2] obchodzą:
  - katedra św. Piotra
  - św. Abilio (biskup)
  - św. Małgorzata z Kortony (pokutnica)
  - św. Maksymian z Rawenny (arcybiskup)
  - św. Papiasz z Hierapolis (biskup i męczennik)

## Wydarzenia w Polsce
- 1255 – Książę wrocławski Henryk III Biały nadał prawa miejskie Oleśnicy.
- 1460 – Wojna Szczecina ze Stargardem o handel morski: w wyniku ataku stargardzian zginęło 6 strażników szczecińskiego mostu celnego, a kilkadziesiąt osób wzięto do niewoli.
- 1500 – Peter Rotenburg został pierwszym burmistrzem Olsztyna.
- 1603 – Król Zygmunt III Waza lokował Żółkiew na prawie magdeburskim.
- 1734 – Wojna o sukcesję polską: wojska rosyjskie rozpoczęły oblężenie Gdańska.
- 1760 – Kardynał Antonio Eugenio Visconti został nuncjuszem apostolskim w Polsce.
- 1785 – Podpisano konwencję kończącą kilkuletni konflikt gdańsko-pruski.
- 1791 – Poświęcono kościół św. Anny w Zaborowie.
- 1846 – Powstanie krakowskie: utworzono Rząd Narodowy.
- 1900 – W konspiracyjnym lokalu w Łodzi aresztowano Józefa Piłsudskiego i zlikwidowano drukarnię „Robotnika”.
- 1920 – Wojna polsko-bolszewicka: zwycięstwo wojsk polskich w bitwie o Latyczów.
- 1925:
  - poświęcono pierwszy egzemplarz samolotu Hanriot H.28, samolotu szkolno-treningowego z okresu międzywojennego produkowanego na licencji w Polsce.
  - Założono Polski Związek Hokeja na Lodzie.
- 1930 – Założono Polski Związek Krótkofalowców.
- 1931 – Przebywająca w domu zakonnym w Płocku siostra Faustyna Kowalska miała pierwsze objawienie Chrystusa.
- 1942 – W Zdzięciole (obecnie Białoruś) Niemcy utworzyli getto żydowskie.
- 1944 – Rzeź wołyńska: oddział UPA dokonał w nocy z 22 na 23 lutego masakry 131 Polaków w Berezowicy Małej.
- 1945 – Armia Czerwona zajęła Choszczno i Rytel.
- 1946 – PSL odrzuciło propozycję komunistów utworzenia przez wszystkie partie polityczne wspólnego bloku wyborczego.
- 1947 – Sejm Ustawodawczy uchwalił amnestię dla żołnierzy i działaczy podziemia antykomunistycznego.
- 1948 – Dokonano oblotu samolotu szkolno-treningowego LWD Junak.
- 1954 – 21 górników zginęło w pożarze w KWK „Dębieńsko” w Czerwionce-Leszczynach.
- 1955 – Rozpoczął się V Międzynarodowy Konkurs Pianistyczny im. Fryderyka Chopina.
- 1960 – Rozpoczął się VI Międzynarodowy Konkurs Pianistyczny im. Fryderyka Chopina.
- 1965 – Rozpoczął się VII Międzynarodowy Konkurs Pianistyczny im. Fryderyka Chopina.
- 1966 – Premiera filmu Katastrofa w reżyserii Sylwestra Chęcińskiego.
- 1972 – 17 osób zginęło, a 10 odniosło obrażenia w wyniku wybuchu dekstryny w Wielkopolskim Przedsiębiorstwie Przemysłu Ziemniaczanego w Luboniu.
- 1976 – Przy Komendzie Stołecznej MO utworzono pierwszy w kraju oddział antyterrorystyczny
- 1986 – Premiera 1. odcinka serialu telewizyjnego Tulipan w reżyserii Janusza Dymka.
- 1990 – Ukazał się pierwszy numer „Gazety w Katowicach” – regionalnego wydania „Gazety Wyborczej”.
- 1993 – Przedstawiciele pracodawców i związków zawodowych podpisali Pakt o przedsiębiorstwie.
- 1998 – Utworzono Euroregion Bałtyk.

## Wydarzenia na świecie

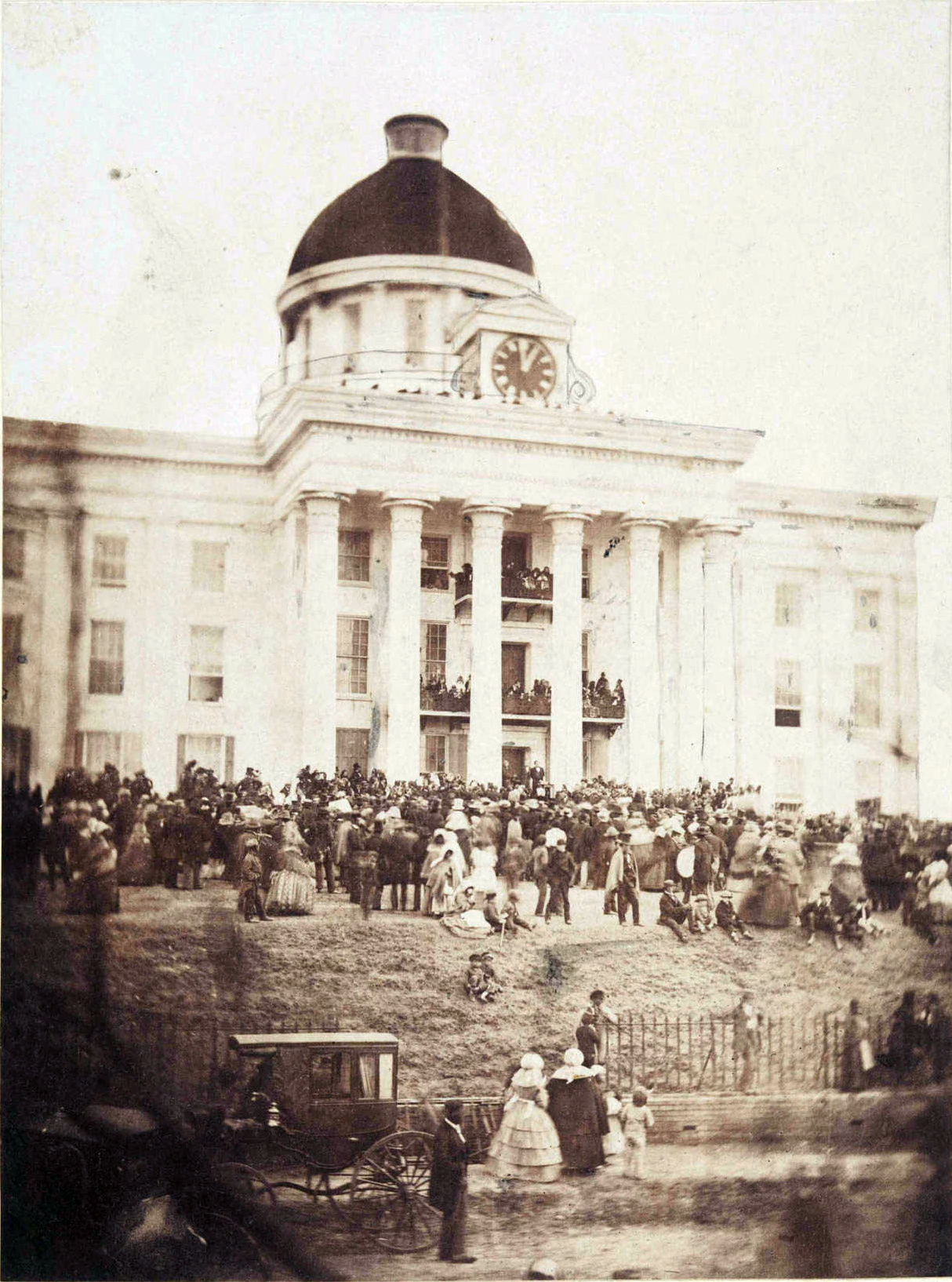
Inauguracja prezydentury Jeffersona Davisa przed Kapitolem stanowym Alabamy w Montgomery, który tymczasowo pełnił rolę Kongresu CSA w tymczasowej stolicy CSA.

- 794 – Pierwsza wzmianka o Frankfurcie nad Menem.
- 896 – Papież Formozus koronował Arnulfa z Karyntii na cesarza rzymskiego.
- 1071 – Hrabia Flandrii Robert I pokonał swego kuzyna Arnulfa III w bitwie pod Cassel.
- 1281 – Kardynał Simon de Brie został wybrany na papieża i przyjął imię Marcin IV.
- 1288 – Kardynał Girolamus Masci został wybrany na papieża i przyjął imię Mikołaj IV.
- 1300 – Papież Bonifacy VIII ogłosił rok 1300 Rokiem Jubileuszowym.
- 1354 – Wobec zagrożenia najazdami angielskimi król Francji Jan II Dobry zawarł ugodę w Mantes z królem Nawarry Karolem II.
- 1371 – Robert II Stewart został królem Szkocji.
- 1495 – I wojna włoska: król Francji Karol VIII Walezjusz wkroczył do Neapolu.
- 1712 – Książę Jan Adam I dokupił zależny dotychczas od Ligi Szwabskiej Vaduz, co uznaje się za początek istnienia Liechtensteinu.
- 1727 – Wojna angielsko-hiszpańska: Hiszpanie rozpoczęli oblężenie Gibraltaru.
- 1744 – Wojna o sukcesję austriacką: flota hiszpańsko-francuska pokonała Royal Navy w bitwie koło Tulonu[3].
- 1803 – Japońscy rybacy natrafili u wschodniego wybrzeża wyspy Honsiu na dziwną, okrągłą „łódź” wysokości 3,30 m i 5,45 m średnicy, na pokładzie której natrafili na młodą kobietę mówiącą nieznanym językiem.
- 1819 – Zawarto amerykańsko-hiszpański traktat florydzki.
- 1833 – Księstwo Bahawalpur w dzisiejszym Pakistanie zostało objęte brytyjskim protektoratem.
- 1836 – Uberaba w Brazylii uzyskała prawa miejskie.
- 1846 – Po raz ostatni zabrzmiał amerykański Dzwon Wolności.
- 1848 – Wiosna Ludów: we Francji wybuchła rewolucja lutowa.
- 1862 – Weszła w życie konstytucja Skonfederowanych Stanów Ameryki oraz zaprzysiężony został Jefferson Davis, jedyny prezydent tego państwa.
- 1864 – Wojna secesyjna: zwycięstwo Konfederatów w bitwie pod Okolona.
- 1865 – Wojna secesyjna: zwycięstwo Unionistów w bitwie pod Wilmington.
- 1866 – Władca Rumunii Aleksander Jan Cuza został obalony w wojskowym zamachu stanu i następnie wypędzony z kraju.
- 1876 – Został założony prywatny Uniwersytet Johna Hopkinsa w Baltimore.
- 1893 – Ernesto Rodolfo Hintze Ribeiro został premierem Portugalii.
- 1894 – Policarpo Bonilla został prezydentem Hondurasu.
- 1895 – Założono szwedzki klub piłkarski IFK Sundsvall.
- 1904 – Na Antarktydzie została założona (najstarsza na kontynencie) argentyńska stacja badawcza Orcadas.
- 1906 – Niemiecki astronom Max Wolf odkrył planetoidy i (587) Hypsipyle i (588) Achilles.
- 1909 – Amerykańska Wielka Biała Flota zakończyła rejs dookoła świata.
- 1912 – Powstała holenderska wytwórnia lotnicza Fokker.
- 1925 – Dokonano oblotu brytyjskiego samolotu sportowego, szkolnego i turystycznego de Havilland DH.60 Moth.
- 1934 – Premiera filmu Ich noce w reżyserii Franka Capry.
- 1936 – Założono malezyjski klub piłkarski Selangor FA.
- 1938:
  - Hiszpańska wojna domowa: zwycięstwem nacjonalistów zakończyła się bitwa o Teruel (15 grudnia-22 lutego).
  - W Kuwejcie odkryto złoża ropy naftowej.
- 1939 – Hubert Pierlot został premierem Belgii.
- 1940:
  - Bitwa o Atlantyk: podczas operacji przeciw brytyjskiemu rybołówstwu na Morzu Północnym został omyłkowo zbombardowany i zatopiony przez własny bombowiec niemiecki niszczyciel „Leberecht Maass”. Zginęło 282 członków załogi, uratowano 60, z których jeden później zmarł.
  - Został intronizowany XIV Dalajlama Tenzin Gjaco.
- 1941 – W Toronto ukazał się pierwszy numer czasopisma polonijnego „Kronika Tygodniowa”.
- 1943 – Bitwa o Atlantyk: niszczyciel ORP „Burza” i kanonierka USS „Campbell” zatopiły koło norweskiej wyspy Jan Mayen niemieckiego U-Boota U-606.
- 1944 – Amerykańskie lotnictwo dokonało omyłkowych bombardowań holenderskich miast: Nijmegen, Arnhem, Enschede i Deventer.
- 1948 – 58 osób zginęło, a 123 zostały ranne w zamachu bombowym na brytyjskie samochody wojskowe w Jerozolimie, przeprowadzonym przez żydowską organizację terrorystyczną Irgun.
- 1958 – Wystartowały rozgrywki koszykarskiego Pucharu Europy Mistrzów Krajowych.
- 1959 – Amerykański kierowca Lee Petty wygrał pierwszy wyścig samochodowy Daytona 500 na torze w Daytona Beach na Florydzie.
- 1960 – 123 górników zginęło w wyniku eksplozji w kopalni węgla kamiennego im. Karola Marksa w Zwickau w NRD.
- 1962:
  - Papież Jan XXIII podpisał konstytucję apostolską Veterum sapientia.
  - W zdarzeniu pociągu osobowego z towarowym koło Cali w Kolumbii zginęło 40 osób, a 67 zostało rannych.
- 1963 – Prezydent USA John F. Kennedy ustanowił Prezydencki Medal Wolności.
- 1966 – Z kosmodromu Bajkonur wystrzelono biosatelitę z psami Wietierokiem i Ugolokiem.
- 1971 – Hafiz al-Asad został prezydentem Syrii.
- 1972:
  - 7 osób zginęło, a 18 zostało rannych w zamachu bombowym na bazę spadochroniarzy w Aldershot w południowej Anglii przeprowadzonym przez IRA.
  - Wiceemir i premier Kataru Chalifa ibn Ahmad Al Sani odsunął swego kuzyna emira Ahmada, przejmując pełnię władzy w kraju.
- 1973 – Oddano do użytku Most Nuselski w Pradze.
- 1974:
  - 44-letni Samuel Byck, po zastrzeleniu funkcjonariusza ochrony Portu lotniczego Baltimore/Waszyngton, wtargnął na pokład mającego odlecieć do Atlanty samolotu McDonnell Douglas DC-9, który zamierzał uprowadzić i uderzyć nim w Biały Dom w celu zabicia prezydenta Richarda Nixona. Po nieudanych próbach zmuszenia pilotów do startu zastrzelił jednego z nich, a następnie, postrzelony przez policjanta, popełnił samobójstwo.
  - Pakistan uznał niepodległość Bangladeszu, proklamowaną w grudniu 1971 roku.
- 1975:
  - 27 osób zginęło, a 25 zostało rannych w zderzeniu pociągów w Tretten w południowej Norwegii.
  - Dokonano oblotu radzieckiego samolotu szturmowego Su-25.
- 1977 – Awaria 4. stopnia w 7-stopniowej skali INES w elektrowni jądrowej Bohunice na Słowacji.
- 1979 – Saint Lucia uzyskała niepodległość (od Wielkiej Brytanii).
- 1980 – Składająca się z amatorów hokejowa reprezentacja USA pokonała w meczu rundy medalowej turnieju olimpijskiego w Lake Placid reprezentację ZSRR 4:3 (tzw. „cud na lodzie”).
- 1985 – 50 osób zginęło w katastrofie malijskiego samolotu An-24 w mieście Timbuktu.
- 1986 – Na Filipinach rozpoczęła się tzw. rewolucja różańcowa, która doprowadziła do upadku i ucieczki z kraju dyktatora Ferdinanda Marcosa.
- 1987:
  - Dokonano oblotu Airbusa A320.
  - Proklamowano Ludowo-Demokratyczną Republikę Etiopii.
- 1993 – Dokonano oblotu amerykańskiego samolotu pasażerskiego McDonnell Douglas MD-90.
- 1996:
  - Papież Jan Paweł II podpisał konstytucję apostolską Universi Dominici gregis, która reguluje czynności przeprowadzane po śmierci papieża oraz wybór jego następcy.
  - Rozpoczęła się misja STS-75 wahadłowca Columbia.
- 1997 – Naukowcy z Instytutu Roslin pod Edynburgiem w Szkocji poinformowali o sklonowaniu pierwszego ssaka – owcy Dolly (urodziła się 5 lipca 1996 roku).
- 2002:
  - Otwarto Most Milenijny w Londynie.
  - Został zamordowany przywódca angolskiego ruchu UNITA Jonas Savimbi.
- 2004 – W samobójczym palestyńskim zamachu bombowym w Jerozolimie zginęło 8 osób, a 50 zostało rannych.
- 2005 – 612 osób zginęło, a 990 zostało rannych w trzęsieniu ziemi w irańskiej prowincji Kerman.
- 2006:
  - W irackim mieście Samarra wybuch bomby uszkodził część meczetu Al-Askari wraz z pokrytą złotem kopułą, będącego świętym miejscem dla szyitów.
  - Ze skarbca działającego w branży ochroniarskiej przedsiębiorstwa Securitas w brytyjskim Tonbridge ukradziono ponad 53 miliony funtów.
- 2008 – Na uniwersytecie w szwedzkim Lund naukowcy po raz pierwszy sfilmowali poruszający się elektron.
- 2009 – Film Slumdog. Milioner z ulicy w reżyserii Danny’ego Boyle’a zdobył 8 statuetek podczas 81. ceremonii wręczenia Oscarów w Los Angeles.
- 2010 – 38 osób zginęło, a 55 zostało rannych w katastrofie autobusów w peruwiańskiej prowincji La Libertad.
- 2011 – 185 osób zginęło, a ponad 1500 zostało rannych w wyniku trzęsienia ziemi o sile 6,3 stopnia w skali Richtera w rejonie miasta Christchurch na Nowej Zelandii.
- 2012 – 51 osób zginęło, a ponad 700 zostało rannych w wyniku zderzenia dwóch pociągów w Buenos Aires.
- 2014:
  - Matteo Renzi został premierem Włoch.
  - Podczas XXII Zimowych Igrzysk Olimpijskich w Soczi polska drużyna kobiet zdobyła srebrny, a drużyna mężczyzn brązowy medal w łyżwiarstwie szybkim.
  - Rada Najwyższa Ukrainy przegłosowała uchwałę stwierdzającą, że Wiktor Janukowycz faktycznie przestał wykonywać obowiązki prezydenta.
  - Z więzienia w Charkowie została zwolniona była premier Ukrainy Julia Tymoszenko.
- 2015:
  - Odbyła się 87. ceremonia wręczenia Oscarów. Nagrodę w kategorii najlepszego filmu nieanglojęzycznego po raz pierwszy w historii zdobył film zgłoszony przez kinematografię polską – Ida w reżyserii Pawła Pawlikowskiego.
  - 4 osoby zginęły, a 9 zostało rannych w zamachu na marszu jedności w Charkowie, dokonanym przez dywersantów współpracujących z rosyjskimi służbami specjalnymi.
- 2017 – W Janowie na Litwie otwarto halę widowiskowo-sportową Jonavos sporto arena.
- 2021 – Irakli Garibaszwili został po raz drugi premierem Gruzji.
- 2022 – W wieku ok. 17 lat padł kot o imieniu Oscar, znany z przypuszczalnej zdolności do rozpoznawania bliskiej śmierci pacjentów z hospicjum w Providence w amerykańskim stanie Rhode Island.

## Eksploracja kosmosu
- 2019 – Z kosmodromu na przylądku Canaveral na Florydzie została wystrzelona rakieta z izraelską sondą księżycową Bereszit.
- 2024 – Lądownik komercyjnej amerykańskiej sondy IM-1 wylądował na Księżycu, jednak przewrócił się na bok w ostatniej fazie opadania.

## Urodzili się
- 1040 – Szlomo ben Icchak, Żyd aszkenazyjski, komentator Biblii i Talmudu (zm. 1105)
- 1388 – Peter von Schaumberg, niemiecki duchowny katolicki, biskup Augsburga, kardynał (zm. 1469)
- 1403 – Karol VII Walezjusz, król Francji (zm. 1461)
- 1440 – Władysław Pogrobowiec, książę Austrii, król Czech i Węgier (zm. 1457)
- 1467 – Maciej Drzewicki, polski duchowny katolicki, arcybiskup gnieźnieński i prymas Polski (zm. 1535)
- 1500 – Rodolfo Pio di Carpi, włoski kardynał (zm. 1564)
- 1514 – Tahmasp I, szach Persji (zm. 1576)
- 1520 – Fryderyk III, książę legnicki (zm. 1570)
- 1542 – Santino Garsi da Parma, włoski muzyk, kompozytor (zm. 1604)
- 1577 – Pieter Huyssens, flamandzki jezuita, architekt (zm. 1637)
- 1670 – David Ancillon, pruski duchowny protestancki, dyplomata (zm. 1723)
- 1690 – Daniele Farlati, włoski jezuita, historyk chrześcijaństwa (zm. 1773)
- 1698 – Jan Chrzciciel de Rossi, włoski duchowny katolicki, święty (zm. 1764)
- 1705 – Peter Artedi, szwedzki przyrodnik (zm. 1735)
- 1715  – Vincenzo Malvezzi Bonfioli, włoski duchowny katolicki, arcybiskup Bolonii, kardynał (zm. 1775)
- 1727 – Francesco Maria Locatelli, włoski duchowny katolicki, biskup Spoleto, kardynał (zm. 1811)
- 1730:
  - Giovanni Ottavio Manciforte Sperelli, włoski kardynał (zm. 1781)
  - Dominik Merlini, włosko-polski architekt (zm. 1797)
- 1732 – George Washington, amerykański generał, polityk, pierwszy prezydent USA (zm. 1799)
- 1735 – Charles Lennox, brytyjski arystokrata, polityk (zm. 1806)
- 1740 – (lub 1743) Valentin Adamberger, niemiecki śpiewak operowy (tenor) (zm. 1804)
- 1741 – Jan Szczepan Wulfers, polski jezuita, tłumacz, pedagog, bibliotekarz (zm. 1804)
- 1745:
  - Jean-Antoine Roucher, francuski poeta (zm. 1794)
  - João de Sousa Carvalho, portugalski kompozytor (zm. 1798)
- 1749 – Johann Nikolaus Forkel, niemiecki muzykolog, kompozytor (zm. 1818)
- 1759 – Claude-Jacques Lecourbe, francuski generał (zm. 1815)
- 1761 – Erik Tulindberg, fiński skrzypek, kompozytor (zm. 1814)
- 1767 – Konstanty Tymieniecki, polski poeta, tłumacz, uczestnik insurekcji kościuszkowskiej (zm. 1814)
- 1772 – Josef Lipavský, czeski kompozytor (zm. 1810)
- 1778 – Rembrandt Peale, amerykański malarz (zm. 1860)
- 1779 – Joachim Nicolas Eggert, szwedzki kompozytor (zm. 1813)
- 1782 – Johann Hausmann, niemiecki mineralog, wykładowca akademicki (zm. 1859)
- 1785 – Jean Peltier, francuski fizyk, wykładowca akademicki (zm. 1845)
- 1788 – Arthur Schopenhauer, niemiecki filozof, wykładowca akademicki (zm. 1860)
- 1789 – Antoni Jaźwiński, polski filozof, poliglota, pionier mnemotechniki (zm. 1870)
- 1793 – Isaak Markus Jost, niemiecki historyk, pedagog pochodzenia żydowskiego (zm. 1860)
- 1795 – Thomas Holdup Stevens, amerykański kapitan marynarki wojennej (zm. 1841)
- 1796:
  - Adolphe Quételet, belgijski astronom, matematyk, socjolog, kryminolog (zm. 1874)
  - John N. Steele, amerykański prawnik, polityk (zm. 1853)
- 1799 – Karol Muyschel, polski lekarz, jeden z twórców polskiej weterynarii (zm. 1843)
- 1800:
  - Anna Kern, rosyjska arystokratka, pamiętnikarka (zm. 1879)
  - Richard Seymour-Conway, brytyjski arystokrata, kolekcjoner dzieł sztuki, polityk (zm. 1870)
- 1801 – William Barnes, brytyjski duchowny anglikański, poeta, prozaik, muzyk, artysta plastyk, językoznawca, pedagog (zm. 1886)
- 1802 – Piotr Le Brun, polski malarz, oficer, uczestnik powstania listopadowego (zm. 1879)
- 1803 – Jacob Shower, amerykański prawnik, polityk (zm. 1879)
- 1805:
  - Sarah Fuller Adams, brytyjska poetka, autorka hymnów religijnych (zm. 1848)
  - Robert Reinick, niemiecki poeta, malarz (zm. 1852)
- 1806:
  - Łewko Borowykowski, ukraiński poeta, bajkopisarz (zm. 1889)
  - Józef Kremer, polski filozof, historyk sztuki, psycholog, polihistor, wykładowca akademicki pochodzenia niemieckiego (zm. 1875)
  - Antoine Wiertz, belgijski malarz, rysownik, rzeźbiarz (zm. 1865)
- 1810:
  - Grigore Alexandrescu, rumuński poeta (zm. 1885)
  - Miklós Barabás, węgierski malarz (zm. 1898)
  - (lub 1 marca) Fryderyk Chopin, polski pianista, kompozytor pochodzenia francuskiego (zm. 1849)
- 1811 – Ezra Taft Benson, amerykański mormoński przywódca religijny, polityk (zm. 1869)
- 1812 – John B. Weller, amerykański polityk (zm. 1875)
- 1814:
  - Aleksiej Chowanski, rosyjski językoznawca, publicysta, wydawca (zm. 1899)
  - Oskar Kolberg, polski kompozytor, etnograf, folklorysta, encyklopedysta pochodzenia niemiecko-francuskiego (zm. 1890)
- 1816 – Joaquín Lluch, hiszpański duchowny katolicki, arcybiskup Sewilli, kardynał (zm. 1882)
- 1817:
  - Niels Wilhelm Gade, duński kompozytor, dyrygent, skrzypek, organista, pedagog (zm. 1890)
  - Ottilie Wildermuth, niemiecka pisarka (zm. 1877)
- 1819 – James Russell Lowell, amerykański prozaik, poeta, teoretyk literatury (zm. 1891)
- 1821:
  - Jan van Beers, flamandzki poeta (zm. 1888)
  - John B. Weller, niemiecki szachista (zm. 1884)
- 1822 – Adolf Kussmaul, niemiecki profesor nauk medycznych (zm. 1902)
- 1823 – Juliusz Ligoń, górnośląski działacz społeczny, poeta ludowy, publicysta (zm. 1889)
- 1824:
  - Pierre Janssen, francuski astronom (zm. 1907)
  - Hilarion (Juszenow), rosyjski biskup i święty prawosławny (zm. 1904)
- 1827 – Ernest Candèze, belgijski lekarz, przyrodnik, entomolog, pisarz (zm. 1898)
- 1828 – Heinrich Gärtner, niemiecki malarz (zm. 1909)
- 1833 – Józef Wincenty Piłsudski, polski ziemianin, ojciec Józefa (zm. 1902)
- 1836 – Mieczysław Rey, polski hrabia, ziemianin, polityk (zm. 1918)
- 1837 – Pedro Varela, urugwajski polityk, prezydent Urugwaju (zm. 1906)
- 1840 – August Bebel, niemiecki polityk (zm. 1913)
- 1843:
  - Theodor Eimer, niemiecki zoolog, wykładowca akademicki (zm. 1898)
  - Milutin Garašanin, serbski historyk, dyplomata, polityk, premier Serbii (zm. 1898)
  - Alexander Schnütgen, niemiecki duchowny i teolog katolicki, kolekcjoner dzieł sztuki, muzealnik (zm. 1918)
- 1844 – Kazimierz Julian Kratzer, polski kompozytor (zm. 1890)
- 1846 – Konstanty Zamoyski, polski hrabia, ziemianin (zm. 1923)
- 1847:
  - Feliks Bogacki, polski krytyk literacki, publicysta (zm. 1916)
  - Zofia Charlotta Wittelsbach, bawarska księżniczka (zm. 1897)
- 1848 – Wilhelm Piotr Angerstein, polski duchowny luterański, superintendent diecezji piotrkowskiej pochodzenia niemieckiego (zm. 1928)
- 1851 – Bronisław Osuchowski, polski ziemianin, polityk (zm. 1929)
- 1852 – Pieter Klazes Pel, duński internista, wykładowca akademicki (zm. 1919)
- 1854 – John Horace Round, brytyjski historyk, genealog (zm. 1928)
- 1855 – Draga Ljočić, serbska lekarka, feministka (zm. 1926)
- 1856 – Bernhard Kuhse, niemiecki pedagog, działacz sportowy (zm. 1917)
- 1857:
  - Robert Baden-Powell, brytyjski generał porucznik, pisarz, założyciel ruchu skautowego (zm. 1941)
  - Heinrich Hertz, niemiecki fizyk, wykładowca akademicki pochodzenia żydowskiego (zm. 1894)
- 1858 – Hans Thierfelder, niemiecki fizjolog, wykładowca akademicki (zm. 1930)
- 1859 – Stanisław Roman Lewandowski, polski rzeźbiarz, medalier, krytyk sztuki, dramaturg (zm. 1940)
- 1860 – Antoni Unrug, polski generał brygady (zm. 1939)
- 1861:
  - Zoltán Ambrus, węgierski pisarz, krytyk teatralny, tłumacz (zm. 1932)
  - Katō Tomosaburō, japoński polityk, premier Japonii (zm. 1923)
- 1864 – Jules Renard, francuski pisarz (zm. 1910)
- 1865 – Otto Modersohn, niemiecki malarz (zm. 1943)
- 1868:
  - Aleksander Boruszczak, polski generał brygady (zm. 1948)
  - Hans Evensen, norweski psychiatra (zm. 1953)
- 1869 – Helena Zimajer, polska aktorka, śpiewaczka operetkowa (zm. 1964)
- 1870 – Kazimierz Ehrenberg, polski dziennikarz, publicysta, krytyk teatralny, tłumacz (zm. 1932)
- 1871 – Henryk Kunzek, polski malarz, rzeźbiarz (zm. 1928)
- 1872 – Robert Winthrop Chanler, amerykański malarz (zm. 1930)
- 1878:
  - George Bryant, amerykański łucznik sportowy (zm. 1938)
  - Walther Ritz, szwajcarski fizyk teoretyk, wykładowca akademicki (zm. 1909)
- 1879:
  - Johannes Brønsted, duński chemik, wykładowca akademicki (zm. 1947)
  - Norman Lindsay, australijski rzeźbiarz, grafik, rysownik komiksów, pisarz (zm. 1969)
- 1880 – Herman Nyberg, szwedzki żeglarz sportowy (zm. 1968)
- 1881 – James Reese Europe, amerykański mandolinista jazzowy, kompozytor muzyki ragtime, kierownik zespołu (zm. 1919)
- 1883 – Marguerite Clark, amerykańska aktorka (zm. 1940)
- 1885:
  - George Gaidzik, amerykański pływak pochodzenia polskiego  (zm. 1938)
  - Gyula Komarnicki, węgierski taternik, autor przewodników górskich (zm. 1975)
  - Axel Thayssen, duński tenisista (zm. 1952)
- 1887 – Ksawery Tartakower, polski szachista pochodzenia żydowskiego (zm. 1956)
- 1889:
  - Olave Baden-Powell, brytyjska współzałożycielka żeńskiego skautingu (zm. 1977)
  - Wojciech Rubinowicz, polski fizyk, wykładowca akademicki (zm. 1974)
- 1890:
  - Duff Cooper, brytyjski arystokrata, dyplomata, polityk, pisarz (zm. 1954)
  - Kazimierz Opaliński, polski aktor, reżyser teatralny (zm. 1979)
- 1891 – Józef Grad-Soniński, polski oficer, kawaler Orderu Virtuti Militari (zm. 1966)
- 1892 – Edna St. Vincent Millay, amerykańska poetka, dramaturg (zm. 1950)
- 1893 – Stefan Kulczycki, polski matematyk, wykładowca akademicki (zm. 1960)
- 1894:
  - Karol Trzasko-Durski, polski komandor (zm. 1971)
  - Marian Sokołowski, polski botanik, taternik (zm. 1939)
- 1895 – Víctor Raúl Haya de la Torre, peruwiański polityk (zm. 1979)
- 1896 – Peter Cheyney, brytyjski pisarz (zm. 1951)
- 1897 – Leonid Goworow, radziecki marszałek, polityk (zm. 1955)
- 1898:
  - Karol Bunsch, polski pisarz historyczny (zm. 1987)
  - Mateusz Iżycki, polski generał brygady pilot (zm. 1952)
- 1899 – George O’Hara, amerykański aktor (zm. 1966)
- 1900:
  - Luis Buñuel, hiszpański reżyser filmowy (zm. 1983)
  - Seán O’Faoláin, irlandzki pisarz (zm. 1991)
- 1901:
  - Dawid Marcus, amerykański pułkownik i izraelski generał-major (zm. 1948)
  - Richard Schatzki, niemiecko-amerykański lekarz radiolog pochodzenia żydowskiego (zm. 1992)
  - Mira Zimińska-Sygietyńska, polska aktorka, piosenkarka, pedagog (zm. 1997)
- 1902 – Elżbieta Jackiewiczowa, polska pisarka (zm. 1976)
- 1903 – Frank Ramsey, brytyjski matematyk, logik, filozof (zm. 1930)
- 1904 – Franz Kutschera, austriacki funkcjonariusz nazistowski, szef SS i Policji na Dystrykt Warszawski (zm. 1944)
- 1905:
  - Teresa Estreicher, polska żołnierka AK (zm. 1974)
  - Francis James Furey, amerykański duchowny katolicki, biskup San Diego, arcybiskup San Antonio (zm. 1979)
  - Władysław Kuraszkiewicz, polski językoznawca, slawista (zm. 1997)
  - Knut Lunde, norweski dwuboista klasyczny (zm. 1960)
- 1906 – Egano Righi Lambertini, włoski kardynał, nuncjusz apostolski (zm. 2000)
- 1907:
  - Sheldon Leonard, amerykański aktor, reżyser filmowy (zm. 1997)
  - Robert Young, amerykański aktor (zm. 1998)
- 1908:
  - Rómulo Betancourt, wenezuelski polityk, prezydent Wenezueli (zm. 1981)
  - John Mills, brytyjski aktor (zm. 2005)
- 1909 – Jan Kotaszewicz, polski działacz komunistyczny (zm. 1974)
- 1910:
  - Janusz Deresiewicz, polski historyk (zm. 1992)
  - Baltasar Lobo, hiszpański rzeźbiarz, anarchista (zm. 1993)
  - Walter Późny, polski działacz narodowy, dziennikarz, polityk (zm. 2012)
- 1911 – Józef Perpina Nacher, hiszpański prawnik, dziennikarz, męczennik, błogosławiony (zm. 1936)
- 1912:
  - Eino Heino, fiński operator filmowy (zm. 1975)
  - Jadwiga Szajna-Lewandowska, polska pianistka, kompozytorka, pedagog (zm. 1994)
- 1913:
  - Richard Hoppin, amerykański muzykolog (zm. 1991)
  - Ranko Marinković, chorwacki pisarz (zm. 2001)
- 1914:
  - Tom Bush, angielski piłkarz (zm. 1969)
  - Renato Dulbecco, amerykański onkolog, laureat Nagrody Nobla pochodzenia włoskiego (zm. 2012)
  - Karl Otto Götz, niemiecki malarz (zm. 2017)
  - Edwin Kowalski, polski dyrygent, kierownik muzyczny (zm. 1992)
  - Liu Chi-Sheng, chiński pilot wojskowy, as myśliwski (zm. 1991)
- 1915:
  - Stanley Green, brytyjski ekscentryk (zm. 1993)
  - Mirjami Kuosmanen, fińska aktorka, scenarzystka filmowa (zm. 1963)
  - Gus Lesnevich, amerykański bokser (zm. 1964)
  - Zygmunt Rumel, polski podporucznik, poeta (zm. 1943)
- 1916:
  - Hieronim Henryk Baranowski, polski major, filantrop (zm. 1994)
  - Arne Linderholm, szwedzki piłkarz (zm. 1986)
  - Elizabeth Taylor, kanadyjska lekkoatletka, płotkarka (zm. 1977)
- 1917:
  - Jane Bowles, amerykańska pisarka pochodzenia żydowskiego (zm. 1973)
  - Guido Magnone, francuski wspinacz, rzeźbiarz pochodzenia włoskiego (zm. 2012)
- 1918:
  - Sid Abel, kanadyjski hokeista (zm. 2000)
  - George Constantine, amerykański kierowca wyścigowy (zm. 1968)
  - Alfred J. Gross, kanadyjski pionier łączności bezprzewodowej pochodzenia żydowskiego (zm. 2000)
  - Robert Wadlow, Amerykanin, najwyższy znany człowiek świata (zm. 1940)
- 1919 – Andriej Mylnikow, rosyjski malarz, pedagog (zm. 2012)
- 1920:
  - André Barrais, francuski koszykarz (zm. 2004)
  - Tony Jaros, amerykański koszykarz, baseballista (zm. 1995)
  - Elbert Tuganov, estoński reżyser filmów animowanych (zm. 2007)
- 1921:
  - Sune Andersson, szwedzki piłkarz (zm. 2002)
  - Jean-Bédel Bokassa, środkowoafrykański wojskowy, polityk, prezydent i cesarz Republiki Środkowoafrykańskiej (zm. 1996)
  - Leon Gumański, polski filozof, logik (zm. 2014)
  - Giulietta Masina, włoska aktorka (zm. 1994)
  - Marek Rostworowski, polski historyk sztuki, muzeolog, polityk, minister kultury i sztuki (zm. 1996)
- 1922:
  - Jesús Iglesias, argentyński kierowca wyścigowy (zm. 2005)
  - Nikołaj Niewski, radziecki pułkownik (zm. 1989)
  - Rinus Schaap, holenderski piłkarz (zm. 2006)
  - Sanasar Sewojan, radziecki sierżant (zm. 1962)
- 1923:
  - Edward Cieśla, polski żołnierz AK, uczestnik podziemia antykomunistycznego (zm. 1952)
  - Andrzej Półtawski, polski filozof, etyk, antropolog, żołnierz AK, uczestnik powstania warszawskiego (zm. 2020)
- 1924:
  - Henryk Bromowicz, polski hokeista (zm. 1982)
  - Andrzej Danysz, polski farmakolog, współtwórca radiofarmakologii, profesor nauk medycznych, uczestnik powstania warszawskiego (zm. 2022)
  - Maria Iwaszkiewicz, polska dziennikarka, pisarka (zm. 2019)
  - Henryk de Kwiatkowski, amerykański pilot, inżynier, przedsiębiorca, hodowca koni pochodzenia polskiego (zm. 2003)
  - Maria Ziółkowska, polska pisarka (zm. 2012)
- 1925:
  - Wałentyn Anastasijew, ukraiński wojskowy, polityk (zm. 2009)
  - Willie Cunningham, szkocki piłkarz, trener (zm. 2000)
  - Edward Gorey, amerykański rysownik, ilustrator (zm. 2000)
  - Ruth Kötsch, polska działaczka społeczna i kulturalno-oświatowa (zm. 1971)
- 1926:
  - Bogusława Czosnowska, polska aktorka (zm. 2021)
  - Juan Rodolfo Laise, argentyński duchowny katolicki, biskup San Luis (zm. 2019)
  - Zofia Ostrihanska, polska prawnik, kryminolog (zm. 2017)
  - Kenneth Williams, brytyjski aktor, komik (zm. 1988)
  - Bud Yorkin, amerykański aktor, producent i reżyser filmowy (zm. 2015)
- 1927:
  - Miriam Argüello, nikaraguańska prawniczka i polityczka (zm. 2019)
  - Emil Bobu, rumuński polityk (zm. 2014)
  - Florencio Campomanes, filipiński działacz szachowy, prezydent FIDE (zm. 2010)
  - Guy Mitchell, amerykański piosenkarz (zm. 1999)
- 1928:
  - Thomas Kurtz, amerykański informatyk (zm. 2024)
  - Axel Strøbye, duński aktor (zm. 2005)
  - Sabina Świątek, polska działaczka opozycyjna w okresie PRL (zm. 2020)
  - Ingrid Wigernæs, norweska biegaczka narciarska (zm. 2023)
- 1929:
  - Giacomo Babini, włoski duchowny katolicki, biskup Grosseto (zm. 2021)
  - Rebecca Schull, amerykańska aktorka
- 1930:
  - David Cremin, australijski duchowny katolicki, biskup pomocniczy Sydney (zm. 2025)
  - Bill Miller, amerykański lekkoatleta, oszczepnik (zm. 2016)
  - Walter Mischel, amerykański psycholog (zm. 2018)
  - Giuliano Montaldo, włoski aktor, reżyser i scenarzysta filmowy (zm. 2023)
  - Marni Nixon, amerykańska śpiewaczka operowa (sopran) (zm. 2016)
- 1931:
  - Maret-Mai Otsa, estońska koszykarka (zm. 2020)
  - Wojciech Dindorf, polski fizyk
  - Zbigniew Doda, polski szachista (zm. 2013)
  - Stanisław Karolak, polski językoznawca, romanista, slawista (zm. 2009)
  - Krzysztof Malkiewicz, polsko-amerykański reżyser i operator filmowy
  - Charanjit Singh, indyjski hokeista na trawie (zm. 2022)
- 1932:
  - Ted Kennedy, amerykański polityk, senator (zm. 2009)
  - Lidia Kłobucka, polska śpiewaczka operetkowa (zm. 1995)
  - Anka Kowalska, polska pisarka (zm. 2008)
- 1933:
  - Katarzyna, księżna Kentu
  - Gidon Patt, izraelski polityk (zm. 2020)
  - Nicholas Pileggi, amerykański pisarz
- 1934:
  - Sparky Anderson, amerykański baseballista, menadżer (zm. 2010)
  - Zbigniew Dondziłło, polski lekkoatleta, średniodystansowiec, trener, działacz sportowy (zm. 2000)
  - Mahbub ul Haq, pakistański ekonomista, polityk (zm. 1998)
  - Jerzy Jacek Tomczak, polski dziennikarz, tłumacz, reżyser i scenarzysta filmowy (zm. 2017)
- 1935:
  - Danilo Kiš, serbski prozaik, poeta, tłumacz (zm. 1989)
  - Ryszard Orski, polsko-amerykański rzeźbiarz (zm. 2021)
  - Luis Abilio Sebastiani Aguirre, peruwiański duchowny katolicki, arcybiskup metropolita Ayacucho (zm. 2020)
- 1936:
  - J. Michael Bishop, amerykański mikrobiolog, laureat Nagrody Nobla
  - Ádám Bodor, węgierski pisarz
  - Karol Divín, czeski łyżwiarz figurowy (zm. 2022)
  - Dariusz Świerczewski, polski koszykarz (zm. 2005)
- 1937:
  - Tommy Aaron, amerykański golfista
  - Werner Gitt, niemiecki inżynier, kreacjonista
  - Edward Leja, polski fizyk (zm. 2009)
  - Jerzy Mecwaldowski, polski iluzjonista (zm. 2012)
  - Kazimierz Olesiak, polski polityk, minister rolnictwa, leśnictwa i gospodarki żywnościowej, wicepremier
  - Petar Radaković, jugosłowiański piłkarz (zm. 1966)
  - Joanna Russ, amerykańska pisarka, feministka, krytyk literacki (zm. 2011)
  - Rolf Schafstall, niemiecki piłkarz, trener (zm. 2018)
  - Ksenia Starosielska, rosyjska tłumaczka (zm. 2017)
  - John Vlazny, amerykański duchowny katolicki, biskup pomocniczy Chicago, biskup Winony, arcybiskup metropolita Portlandu (zm. 2025)
- 1938:
  - John Cunningham, szkocki duchowny katolicki, biskup Galloway (zm. 2021)
  - Barry Dennen, amerykański aktor, piosenkarz (zm. 2017)
  - Karin Dor, niemiecka aktorka (zm. 2017)
  - Roman Dyląg, polski kontrabasista jazzowy, kompozytor (zm. 2023)
  - Taha Jasin Ramadan, iracki polityk (zm. 2007)
  - Andrzej Turczyński, polski pisarz, poeta, dramaturg, publicysta, tłumacz (zm. 2020)
- 1939:
  - Abdul Malik Fadjar, indonezyjski naukowiec, polityk, minister religii i edukacji (zm. 2020)
  - Heinrich Pfeiffer, niemiecki duchowny katolicki, jezuita, historyk sztuki (zm. 2021)
  - Stefan Szramel, polski aktor (zm. 2018)
- 1940:
  - Maciej Bednarkiewicz, polski adwokat, polityk, poseł na Sejm RP (zm. 2016)
  - Julian Chagrin, brytyjski aktor, reżyser, producent i scenarzysta filmowy
  - Judy Cornwell, brytyjska aktorka
  - Jon Elster, norweski filozof
  - Chet Walker, amerykański koszykarz (zm. 2024)
- 1941:
  - Roman Dziembaj, polski chemik, wykładowca akademicki
  - Hipólito Mejía, dominikański polityk, prezydent Dominikany
  - Jürgen Nöldner, niemiecki piłkarz (zm. 2022)
  - Jean-Pierre Rouget, francuski kierowca wyścigowy
- 1942:
  - Cláudio Danni, brazylijski piłkarz
  - Katarzyna Gärtner, polska kompozytorka, pianistka, aranżerka
  - Bernard Genoud, szwajcarski duchowny katolicki, biskup Lozanny, Genewy i Fryburga (zm. 2010)
  - Christine Keeler, brytyjska modelka (zm. 2017)
  - Vojin Lazarević, czarnogórski piłkarz, trener
  - Tadashi Nakamura, japoński karateka
  - Geoffrey Scott, amerykański aktor (zm. 2021)
- 1943:
  - Terry Eagleton, brytyjski filozof neomarksistowski, teoretyk kultury, literaturoznawca
  - Horst Köhler, niemiecki ekonomista, polityk, prezydent Niemiec (zm. 2025)
  - Eduard Limonow, rosyjski prozaik, poeta, dziennikarz, polityk (zm. 2020)
  - David Skaggs, amerykański polityk
  - Enju Todorow, bułgarski zapaśnik (zm. 2022)
  - Dick Van Arsdale, amerykański koszykarz (zm. 2024)
  - Tom Van Arsdale, amerykański koszykarz
  - Otoya Yamaguchi, japoński ultranacjonalista, zamachowiec (zm. 1960)
- 1944:
  - Chorloogijn Bajanmönch, mongolski zapaśnik
  - Ryszard Bugaj, polski ekonomista, polityk, poseł na Sejm RP
  - Marc Charig, brytyjski trębacz i kornecista
  - Jonathan Demme, amerykański reżyser, scenarzysta i producent filmowy (zm. 2017)
  - Isaura Gomes, kabowerdeńska farmaceutka i polityczka
  - Robert Kardashian, amerykański prawnik, adwokat, przedsiębiorca (zm. 2003)
  - Jim Ligon, amerykański koszykarz (zm. 2004)
  - Tom Okker, holenderski tenisista
  - Michał Szczerbic, polski producent i scenarzysta filmowy
- 1945:
  - Leslie Charleson, amerykańska aktorka (zm. 2025)
  - Ulf Sundqvist, fiński bankowiec, polityk, minister edukacji, minister handlu (zm. 2023)
- 1946:
  - Cristina Alberdi, hiszpańska prawnik, polityk, minister spraw społecznych (zm. 2024)
  - Éric Aumonier, francuski duchowny katolicki, biskup Wersalu
  - Evert Dolman, holenderski kolarz szosowy (zm. 1993)
  - Wiktor Kazancew, rosyjski generał armii (zm. 2021)
  - František Lipka, słowacki poeta, tłumacz
  - Stanisław Masternak, polski polityk, samorządowiec, poseł na Sejm RP, starosta powiatu sandomierskiego (zm. 2022)
  - Dan Millman, amerykański gimnastyk, trener
  - Wojciech Wiszniewski, polski aktor, reżyser i scenarzysta filmowy (zm. 1981)
- 1947:
  - Jurij Bizjak, słoweński duchowny katolicki, biskup koperski
  - Yves Boivineau, francuski duchowny katolicki, biskup Annecy
  - Minella Borova, albański aktor (zm. 2013)
  - Ryszard Chodynicki, polski pułkownik, polityk, poseł na Sejm RP
  - Jewgienij Czernyszow, rosyjski piłkarz ręczny
  - Zbigniew Dybol, polski piłkarz ręczny, trener
  - John Radford, angielski piłkarz, trener
- 1948:
  - John Ashton, amerykański aktor (zm. 2024)
  - Dennis Awtrey, amerykański koszykarz
  - Márta Mátrai, węgierska prawniczka i polityczka
  - Krzysztof Miklas, polski dziennikarz i komentator sportowy
  - Roman Pokora, ukraiński piłkarz, trener (zm. 2021)
  - Stanisław Żwiruk, polski samorządowiec, prezydent Tarnobrzega
- 1949:
  - Niki Lauda, austriacki kierowca wyścigowy (zm. 2019)
  - Paskal Milo, albański historyk, polityk
  - Olga Morozowa, rosyjska tenisistka
  - Joachim Witt, niemiecki muzyk, aktor
- 1950:
  - Aun Szaukat al-Chasawina, jordański polityk, premier Jordanii
  - Julius Erving, amerykański koszykarz
  - Irena Kasprzyk, polska szachistka
  - Lenny Kuhr, holenderska piosenkarka
  - Andrzej Lewandowski, polski operator dźwięku
  - Miou-Miou, francuska aktorka
  - Genesis P-Orridge, brytyjski muzyk, kompozytor, performer, członek zespołu Throbbing Gristle (zm. 2020)
  - Julie Walters, brytyjska aktorka
- 1951:
  - Bruno Boscherie, francuski florecista
  - Edward Czesak, polski polityk, poseł na Sejm RP, eurodeputowany
  - Ellen Greene, amerykańska aktorka, piosenkarka
  - Kazimierz Kotowski, polski samorządowiec, polityk, starosta opatowski, poseł na Sejm RP
  - Marleen Radder, holenderka lekkoatletka, chodziarka
  - Elaine Tanner, kanadyjska pływaczka
- 1952:
  - Bill Frist, amerykański polityk, senator ze stanu Tennessee
  - Khadga Prasad Sharma Oli, nepalski polityk, premier Nepalu
  - James Tarjan, amerykański szachista
  - Thomas Wessinghage, niemiecki lekkoatleta, średnio- i długodystansowiec
- 1953:
  - Romas Kalanta, litewski bohater narodowy (zm. 1972)
  - Maciej Korwin, polski reżyser teatralny (zm. 2013)
  - Siarhiej Martynau, radziecki i białoruski dyplomata i polityk, minister spraw zagranicznych Białorusi
  - Andrzej Raczko, polski ekonomista, polityk
  - Wojciech Życiński, polski duchowny katolicki, salezjanin, mariolog, teolog (zm. 2020)
- 1954:
  - Pedro Brito Guimarães, brazylijski duchowny katolicki, arcybiskup Palmas
  - Czesław Hoc, polski polityk
  - Ryszard Sobiesiak, polski piłkarz, przedsiębiorca
- 1955:
  - Ferenc Fülöp, węgierski piłkarz
  - Irena Kossowska, polska historyk sztuki
  - Danica Simšič, słoweńska dziennikarka, polityk, działaczka samorządowa, burmistrz Lublany
  - Andrzej Wolf, polski operator filmowy i telewizyjny
- 1956:
  - Moti Jogew, izraelski pułkownik, politolog, polityk
  - Philip Kerr, brytyjski pisarz (zm. 2018)
  - Voldemaras Novickis, litewski piłkarz ręczny (zm. 2022)
  - Gijs de Vries, holenderski prawnik, polityk, eurodeputowany
- 1957:
  - Anka Bakowa, bułgarska wioślarka
  - Arsen Kanokow, rosyjski ekonomista, przedsiębiorca, polityk, prezydent Kabardo-Bałkarii
  - Małgorzata Waszak-Klepka, polska działaczka samorządowa, starosta koniński, przewodnicząca Sejmiku Województwa Wielkopolskiego
- 1958:
  - Silvia León, peruwiańska siatkarka
  - Kajs Su’ajjid, tunezyjski polityk, prezydent Tunezji
  - Spiridon Skiembris, grecki szachista, trener
  - Waldemar Szysz, polski malarz (zm. 2013)
- 1959:
  - Jiří Čunek, czeski samorządowiec, polityk, marszałek kraju zlińskiego
  - Kyle MacLachlan, amerykański aktor
  - Tom Erik Oxholm, norweski łyżwiarz szybki
  - Margarete Tiesel, austriacka aktorka
  - Krzysztof Żegański, polski samorządowiec, burmistrz miasta Bardo
- 1960:
  - Thomas Galbraith, brytyjski arystokrata, polityk
  - Bernat Joan, hiszpański i kataloński pisarz, wykładowca akademicki, polityk, eurodeputowany
  - Marek Kościkiewicz, polski gitarzysta, członek zespołu De Mono
  - Cássio Motta, brazylijski tenisista
  - Atzo Nicolaï, holenderski polityk, minister ds. reformy administracji rządowej (zm. 2020)
  - Andrejs Veisbergs, łotewski językoznawca, tłumacz, wykładowca akademicki
- 1961:
  - Paweł Biedziak, polski policjant, dziennikarz, ekspert public relations, rzecznik prasowy NIK
  - Patrick Da Rocha, francuski kolarz szosowy
  - Iwona Kuczyńska, polska tenisistka
  - Mosze Sinaj, izraelski piłkarz, trener
  - Piotr Waśko, polski samorządowiec, polityk, poseł na Sejm RP (zm. 2023)
- 1962:
  - Petra de Bruin, holenderska kolarka torowa i szosowa
  - Cezary Cieślukowski, polski polityk, samorządowiec, wojewoda suwalski
  - Eric Eycke, amerykański wokalista, członek zespołu Corrosion of Conformity (zm. 2017)
  - Steve Irwin, australijski przyrodnik (zm. 2006)
  - Ivo Muser, włoski duchowny katolicki, biskup Bolzano-Bressanone
  - Ethan Wayne, amerykański aktor
- 1963:
  - Andrew Adonis, brytyjski polityk pochodzenia cypryjskiego
  - Angélique Delahaye, francuska działaczka samorządowa, polityk, eurodeputowana
  - Izudin Dervić, islandzki piłkarz, trener pochodzenia bośniackiego
  - Carin Hernskog, szwedzka narciarka dowolna
  - Pedro Jaro, hiszpański piłkarz, bramkarz
  - Jan Olde Riekerink, holenderski piłkarz, trener
  - Wojciech Załuski, polski żużlowiec
- 1964:
  - Marion Clignet, francuska kolarka szosowa i torowa
  - Gigi Fernández, portorykańska tenisistka
  - Krzysztof Niewrzęda, polski poeta, prozaik, eseista
  - Artur Orzech, polski dziennikarz muzyczny, prezenter radiowy i telewizyjny, konferansjer, gitarzysta
  - William Tanui, kenijski lekkoatleta, średniodystansowiec
  - Henryk Wardach, polski koszykarz (zm. 2018)
  - Magnus Wislander, szwedzki piłkarz ręczny
- 1965:
  - Ayrton Andrioli, brazylijski piłkarz
  - Franz Dreadhunter, polski muzyk, kompozytor, producent muzyczny, członek zespołu Püdelsi
  - Charles Beauclerk, brytyjski arystokrata
  - Waleryj Cepkała, białoruski polityk, dyplomata
  - Chris Dudley, amerykański koszykarz, polityk
  - Zbigniew Grzesiak, polski piłkarz, trener
  - Pat LaFontaine, amerykański hokeista
  - Małgorzata Majza, polska gimnastyczka
  - Serhij Melnyk, ukraiński ekonomista, samorządowiec, polityk
  - Marit Mikkelsplass, norweska biegaczka narciarska
  - Aleksandr Popow, rosyjski biathlonista
  - Roberto Santilli, włoski siatkarz, trener
  - Sadao Shimizu, japoński skoczek narciarski
  - Rafał Wiśniewski, polski hungarysta, dyplomata
- 1966:
  - George Ciamba, rumuński dyplomata, polityk, minister delegowany ds. europejskich (zm. 2021)
  - Gonçalves, brazylijski piłkarz
  - Jacek Granat, polski sędzia piłkarski
  - Thorsten Kaye, niemiecko-brytyjski aktor
  - Jacek Kurski, polski dziennikarz, polityk, poseł na Sejm RP, eurodeputowany
  - Luca Marchegiani, włoski piłkarz, bramkarz
  - Dorota Salamon, polska aktorka
  - Piotr Synowiec, polski przedsiębiorca, samorządowiec, prezydent Opola
- 1967:
  - Jewhen Brul, ukraiński hokeista, trener
  - Dragan Đilas, serbski przedsiębiorca, polityk
  - Nick Gillingham, brytyjski pływak
  - Herwig Gössl, niemiecki duchowny katolicki, biskup pomocniczy Bambergu
  - Ender Memet, rumuński zapaśnik
  - Alf Poier, austriacki piosenkarz, satyryk
  - Serghei Stroenco, mołdawski piłkarz, trener (zm. 2013)
  - Thomas Westphal, niemiecki polityk, burmistrz Dortmundu
- 1968:
  - Marta Cywińska, polska poetka, pisarka, felietonistka, tłumaczka
  - Jeri Ryan, amerykańska aktorka
  - Piotr Żołądek, polski polityk, wicewojewoda świętokrzyski
- 1969:
  - Joaquín Cortés, hiszpański tancerz pochodzenia romskiego
  - Brian Laudrup, duński piłkarz
- 1970:
  - Roman Bartuzi, polski siatkarz
  - Adam Keefe, amerykański koszykarz
  - Wolfram Waibel, austriacki strzelec sportowy
- 1971:
  - Alberto García Fernández, hiszpański lekkoatleta, długodystansowiec
  - Etsuko Kozakura, japońska aktorka głosowa
  - Lea Salonga, filipińska piosenkarka, aktorka
  - José Solano, amerykański aktor
  - Mohamed Lamine Sylla, gwinejski piłkarz (zm. 2010)
- 1972:
  - Michael Chang, amerykański tenisista pochodzenia chińskiego
  - Katarzyna Groniec, polska piosenkarka, aktorka
  - Claudia Pechstein, niemiecka łyżwiarka szybka
  - Chajjim Rewiwo, izraelski piłkarz
  - Ben Sasse, amerykański polityk, senator
  - Rolando Villazón, meksykańsko-francuski śpiewak operowy (tenor)
  - Markus Rühl, niemiecki kulturysta
- 1973:
  - Arczil Arweladze, gruziński piłkarz
  - Szota Arweladze, gruziński piłkarz
  - Philippe Gaumont, francuski kolarz szosowy i torowy (zm. 2013)
  - Olivier Girault, francuski piłkarz ręczny
  - Daniel Löble, niemiecki perkusista, członek zespołu Helloween
  - Édouard Ngirente, rwandyjski ekonomista, polityk, premier Rwandy
  - Scott Phillips, amerykański perkusista, członek zespołów: Alter Bridge i Creed
  - Joanna Węglarz, polska szachistka
- 1974:
  - James Blunt, brytyjski piosenkarz
  - Dominika Butkiewicz, polska szpadzistka
  - Jacek Dąbrowski, polski piłkarz
  - Chris Moyles, brytyjski prezenter radiowy
  - Kyōko Nagatsuka, japońska tenisistka
  - Pulsedriver, niemiecki didżej, producent muzyczny pochodzenia serbskiego
  - Markus Schopp, austriacki piłkarz
- 1975:
  - Rusłana Suszko, ukraińska koszykarka
  - Drew Barrymore, amerykańska aktorka, producentka i reżyserka filmowa
  - Olga Budina, rosyjska aktorka
  - Gianni Guigou, urugwajski piłkarz
  - Dina Koricka, rosyjska lekkoatletka, wieloboistka
  - Fele Martínez, hiszpański aktor
  - Lee Nailon, amerykański koszykarz
  - Charles O’Bannon, amerykański koszykarz
  - Sébastien Tellier, francuski piosenkarz, muzyk, autor tekstów
- 1976:
  - Louise Brændstrup, duńska lekkoatletka, tyczkarka
  - Swietłana Grankowska, rosyjska kolarka torowa
  - Christopher Isegwe Njunguda, tanzański lekkoatleta, długodystansowiec
  - Dominik Kwaśniewski, polski piosenkarz, aranżer, kompozytor
- 1977:
  - Maciej Bykowski, polski piłkarz
  - Frank Habineza, rwandyjski polityk
  - Julio Hernán Rossi, argentyński piłkarz
  - Manuela Secolo, włoska siatkarka
  - Hakan Yakın, szwajcarski piłkarz pochodzenia tureckiego
- 1978:
  - Luca Betti, włoski kierowca rajdowy
  - Marko Ciurlizza, peruwiański piłkarz
  - Dominic Demeritte, bahamski lekkoatleta, sprinter
  - Jenny Frost, brytyjska piosenkarka, prezenterka telewizyjna
  - Pete Mickeal, amerykański koszykarz
  - Alena Mrvová, słowacka szachistka
  - Robert Rutkowski, polski poeta
- 1979:
  - Brett Emerton, australijski piłkarz
  - Agnieszka Maciejewska-Skrendo, polska biolog, genetyk molekularna, profesor
  - Péter Veres, węgierski siatkarz
- 1980:
  - Jeanette Biedermann, niemiecka piosenkarka
  - Milen Dobrew, bułgarski sztangista (zm. 2015)
  - Jimmie Ericsson, szwedzki hokeista
  - Marid Mutalimow, kazachski zapaśnik
  - Erzsébet Viski, węgierska kajakarka
- 1981:
  - Jarosław Białek, polski piłkarz, trener
  - Chakuza, austriacki raper
  - Marta Dziadura, polska pięcioboistka nowoczesna
  - David Martin, amerykański tenisista
  - Aurimas Kučys, litewski piłkarz
  - Élodie Yung, francuska aktorka
- 1982:
  - Jenna Haze, amerykańska aktorka pornograficzna
  - Travis Mayer, amerykański narciarz dowolny
  - Susanna Pöykiö, fińska łyżwiarka figurowa
  - Cristian Savani, włoski siatkarz
  - Siaka Tiéné, iworyjski piłkarz
- 1983:
  - Penny Flame, amerykańska aktorka pornograficzna
  - Marko Samardžić, serbski siatkarz
  - Andriej Taratuchin, rosyjski hokeista
- 1984:
  - Branislav Ivanović, serbski piłkarz
  - Patrick Murphy, australijski pływak
  - Wolha Sudarawa, białoruska lekkoatletka, skoczkini w dal
- 1985:
  - Hameur Bouazza, algierski piłkarz
  - Fred the Godson, amerykański raper (zm. 2020)
  - José Pedro Fuenzalida, chilijski piłkarz
  - Ross Hutchins, brytyjski tenisista
  - Jorgos Prindezis, grecki koszykarz
  - Larissa Riquelme, paragwajska modelka, aktorka
  - Zach Roerig, amerykański aktor
  - Luca Santolini, kapitan regent San Marino
- 1986:
  - Toshihiro Aoyama, japoński piłkarz
  - Michał Chyliński, polski koszykarz
  - Josh Helman, australijski aktor
  - Iwan Kujłakow, rosyjski zapaśnik
  - Alice McNamara, australijska wioślarka
  - Enzo Pérez, argentyński piłkarz
  - Rajon Rondo, amerykański koszykarz
- 1987:
  - Juraj Mikúš, słowacki hokeista
  - Sergio Romero, argentyński piłkarz, bramkarz
  - Itaj Szechter, izraelski piłkarz
- 1988:
  - Jimena Navarrete, meksykańska modelka, aktorka
  - Aleksandr Suchorukow, rosyjski pływak
  - Sebastian Tyrała, polsko-niemiecki piłkarz
  - Ana Veselinović, czarnogórska tenisistka
- 1989:
  - Deimantė Cornette, litewska szachistka
  - Gaëtan Courtet, francuski piłkarz
  - Wojciech Nowicki, polski lekkoatleta, młociarz
  - Krzysztof Szczepaniak, polski aktor
  - Franco Vázquez, argentyński piłkarz pochodzenia włoskiego
- 1990:
  - Marius Alexe, rumuński piłkarz
  - Katarzyna Broniatowska, polska lekkoatletka, biegaczka średnio- i długodystansowa
  - Taras Burłak, rosyjski piłkarz
  - Adrian Dziółko, polski badmintonista
  - Keisha Hampton, amerykańska koszykarka
  - Travis Releford, amerykański koszykarz
  - Chay Shegog, amerykańska koszykarka pochodzenia filipińskiego
  - Žarko Tomašević, czarnogórski piłkarz
  - Jolien Wittock, belgijska siatkarka
- 1991:
  - Rebecca Cheptegei, ugandyjska biegaczka długodystansowa i przełajowa (zm. 2024)
  - Nicolas Deslauriers, kanadyjski hokeista
  - Frank Fabra, kolumbijski piłkarz
  - Andriej Kuzniecow, rosyjski tenisista
  - Tobias Ludvigsson, szwedzki kolarz górski i szosowy
  - Kervin Piñerua, wenezuelski siatkarz (zm. 2016)
  - Robin Stjernberg, szwedzki piosenkarz
  - Maja Tokarska, polska siatkarka
- 1992:
  - Natasha Cloud, amerykańska koszykarka
  - Li Shanshan, chińska gimnastyczka sportowa
  - Alexander Merkel, kazachski piłkarz pochodzenia niemieckiego
  - Peter Russell, amerykański siatkarz
  - Haris Seferović, szwajcarski piłkarz pochodzenia bośniackiego
- 1993:
  - Vinícius Araújo, brazylijski piłkarz
  - Klaudia Kusińska, polska tenisistka stołowa
  - Shamma Al Mazrui, emiracka polityczka
  - Krzysztof Rejno, polski siatkarz
  - Taron Woskanian, ormiański piłkarz
- 1994:
  - Ricardo Delgado, luksemburski piłkarz pochodzenia portugalskiego
  - Michaił Karnauchau, białoruski hokeista
  - Elfrid Payton, amerykański koszykarz
  - Karolina Szymańska, polska siatkarka
  - Robert Ndip Tambe, kameruński piłkarz
- 1995:
  - Ryan Christie, szkocki piłkarz
  - Devonte’ Graham, amerykański koszykarz
  - Michał Oleksiejczuk, polski zawodnik MMA
- 1996:
  - Pablo Fornals, hiszpański piłkarz
  - Samúel Friðjónsson, islandzki piłkarz
  - Ewelina Kamczyk, polska piłkarka
  - Kia Nurse, kanadyjska koszykarka
  - Martynas Sajus, litewski koszykarz
- 1997:
  - Hailemariyam Amare, etiopski lekkoatleta, długodystansowiec
  - Anton Czupkow, rosyjski pływak
  - Jerome Robinson, amerykański koszykarz
- 1998:
  - Maksym Drabik, polski żużlowiec
  - Joyner Holmes, amerykańska koszykarka
  - Anna Pawłowska, polska siatkarka
- 1999:
  - Kamil Kosiba, polski siatkarz
  - Alejandro Pozo, hiszpański piłkarz
  - Yan Valery, francuski piłkarz
  - Ludmiła Woroncowa, rosyjska pięściarka
  - Julia Niełacna, polska koszykarka
- 2000:
  - Trayce Jackson-Davis, amerykański koszykarz
  - Maddie Mastro, amerykańska snowboardzistka pochodzenia włoskiego
  - Nikolas Nartey, duński piłkarz pochodzenia ghańskiego
  - Gergana Topałowa, bułgarska tenisistka
  - Timothy Weah, amerykański piłkarz pochodzenia liberyjskiego
- 2001:
  - Matteo Arnaldi, włoski tenisista
  - Abigail Strate, kanadyjska skoczkini narciarska
- 2003:
  - Juan Cruz de los Santos, urugwajski piłkarz
  - Karamoko Dembélé, angielski piłkarz pochodzena iworyjsko-szkockiego
- 2009 – Archie Yates, brytyjski aktor

## Zmarli
- 606 – Sabinian, papież (ur. ?)
- 934 – Ubayd Allah al-Mahdi Billah, kalif z dynastii Fatymidów (ur. 873)
- 970 – Garcia I, król Nawarry (ur. ok. 919)
- 1071 – Arnulf III Nieszczęśliwy, hrabia Flandrii (ur. ok. 1055)
- 1072 – Piotr Damiani, włoski duchowny katolicki, biskup Ostii, eremita, kardynał, święty (ur. 1007)
- 1111 – Roger Borsa, król Sycylii (ur. 1060/61)
- 1225 – Bernard IV, hrabia Comminges (ur. ?)
- 1295 – Giovanni Castrocoeli, włoski duchowny katolicki, arcybiskup Benewentu, kardynał (ur. ?)
- 1296 – Henryk V Brzuchaty, książę jaworski, legnicki i wrocławski (ur. 1245–50)
- 1297 – Małgorzata z Kortony, włoska tercjarka franciszkańska, święta (ur. 1247)
- 1371 – Dawid II Bruce, król Szkocji (ur. 1324)
- 1476 – Hejryk XI, książę głogowsko-krośnieński (ur. 1429–35)
- 1495 – Anioł z Chivasso, włoski franciszkanin, błogosławiony (ur. 1411)
- 1503 – Giovanni Battista Orsini, włoski kardynał (ur. 1450)
- 1511 – Henryk Tudor, książę Kornwalii (ur. 1511)
- 1512 – Amerigo Vespucci, włoski żeglarz, nawigator, kartograf, kupiec (ur. 1454)
- 1550 – Franciszek III Gonzaga, książę Mantui, hrabia Montferratu (ur. 1533)
- 1556 – Humajun, władca Imperium Mogołów w Indiach (ur. 1508)
- 1605 – Girolamo Simoncelli, włoski kardynał (ur. 1524)
- 1607 – Gustaw Eriksson Waza, szwedzki królewicz (ur. 1568)
- 1627 – Olivier van Noort, holenderski żeglarz (ur. ok. 1558)
- 1636 – Santorio Santorio, włoski lekarz, fizyk, wynalazca (ur. 1561)
- 1664 – Prokop Chmielewski, polski duchowny greckokatolicki, biskup ordynariusz przemyski (ur. ok. 1600)
- 1670 – Joanna Maria Bonomo, włoska benedyktynka, mistyczka, błogosławiona (ur. 1606)
- 1674:
  - Jean Chapelain, francuski poeta (ur. 1595)
  - John Wilson, angielski kompozytor (ur. 1595)
- 1696 – Piotr Michał Pac, polski szlachcic, polityk (ur. 1654)
- 1712 – Nicolas Catinat, francuski dowódca wojskowy, marszałek Francji (ur. 1637)
- 1727 – Samuel Suchodolec (Suchodolski), polski kartograf, geodeta, architekt i inżynier wojskowy (ur. 1649)
- 1730 – Jan Kazimierz Sapieha, hetman wielki litewski (ur. ?)
- 1731 – Maria Selvaggia Borghini, włoska poetka, tłumaczka (ur. 1654)
- 1746 – Guillaume Coustou, francuski malarz, rzeźbiarz (ur. 1677)
- 1750 – Pietro Filippo Scarlatti, włoski kompozytor, organista, dyrygent chóru (ur. 1679)
- 1780 – Franciszek III d’Este, książę Modeny i Reggio (ur. 1698)
- 1794 – Caspar Friedrich Wolff, niemiecki lekarz, anatom, fizjolog, embriolog (ur. 1734)
- 1797 – Hieronymus Carl Friedrich von Münchhausen, niemiecki oficer w służbie rosyjskiej, blagier, fantasta (ur. 1720)
- 1799 – Heshen, mandżurski generał, polityk (ur. 1750)
- 1806 – James Barry, irlandzki malarz historyczny (ur. 1741)
- 1809 – Johann Ludwig von Cobenzl, austriacki polityk, dyplomata (ur. 1753)
- 1810 – Charles Brockden Brown, amerykański historyk, pisarz, wydawca (ur. 1771)
- 1816:
  - Adam Ferguson, szkocki ekonomista, myśliciel polityczny (ur. 1723)
  - Teofila Strzeżysława z Jabłonowskich Sapieżyna, polska szlachcianka, działaczka polityczna, pamiętnikarka, bibliofilka (ur. 1742)
- 1821 – Bonawentura Koczorowski, polski szlachcic, szambelan królewski, uczestnik insurekcji kościuszkowskiej (ur. 1768)
- 1827 – Charles Willson Peale, amerykański malarz, przyrodnik, wynalazca, żołnierz, prekursor muzealnictwa (ur. 1741)
- 1829 – Adam Albert Neipperg, austriacki hrabia, feldmarszałek (ur. 1775)
- 1845 – William Wellesley-Pole, brytyjski arystokrata, polityk (ur. 1763)
- 1849 – Alexander Ernst Fesca, niemiecki kompozytor, pianista (ur. 1820)
- 1852:
  - Joanna Andrychiewiczowa, polska kupcowa (ur. 1791)
  - Castruccio Castracane degli Antelminelli, włoski kardynał (ur. 1879)
- 1862:
  - Wincenty Dmochowski, polski malarz (ur. 1807)
  - Franz von Pillersdorf, austriacki polityk, premier Austrii (ur. 1786)
- 1863 – Franz Xaver Zippe, czeski filozof, przyrodnik, mineralog, wykładowca akademicki (ur. 1791)
- 1866 – Ludwika Śniadecka, polska emigracyjna działaczka narodowa (ur. 1802)
- 1875:
  - Jean Baptiste Camille Corot, francuski malarz (ur. 1796)
  - Charles Lyell, brytyjski geolog, wykładowca akademicki (ur. 1797)
- 1878:
  - Maria od Jezusa d’Oultremont, belgijska zakonnica, błogosławiona (ur. 1818)
  - Józef Feliks Zieliński, polski fotograf, wynalazca, publicysta, działacz demokratyczny (ur. 1808)
- 1879 – Henry Pelham-Clinton, brytyjski arystokrata, polityk (ur. 1834)
- 1883 – Stanisław Małachowski, polski podporucznik, uczestnik powstania listopadowego (ur. 1798)
- 1888 – Jean-Delphin Alard, francuski skrzypek, kompozytor (ur. 1815)
- 1891 – Józefina Reszke, polska śpiewaczka operowa (sopran) (ur. 1855)
- 1894 – Michał Hórnik, serbołużycki duchowny katolicki, językoznawca, tłumacz, działacz narodowy (ur. 1833)
- 1900 – Douglas Monypenny, szkocki rugbysta (ur. 1878)
- 1901:
  - George Francis Fitzgerald, irlandzki fizyk, wykładowca akademicki (ur. 1851)
  - Yuxian, chiński polityk (ur. ?)
- 1903:
  - Wincenty Głębocki, polski duchowny katolicki, pedagog (ur. 1858)
  - Victor Meirelles, brazylijski malarz (ur. 1832)
  - Mikołaj Wirtemberski, książę wirtemberski, oficer w służbie austriackiej (ur. 1833)
  - Hugo Wolf, austriacki kompozytor pochodzenia słoweńskiego (ur. 1860)
- 1904 – Leslie Stephen, brytyjski pisarz, krytyk literacki, historyk, filozof, alpinista (ur. 1832)
- 1905:
  - Friedrich Dürre, niemiecki metalurg (ur. 1834)
  - Jan Petersilge, polski drukarz, wydawca pochodzenia niemieckiego (ur. 1830)
- 1907 – Adalbert Tilkowsky, austriacki psychiatra (ur. 1840)
- 1909 – Tomáš Černý, czeski prawnik, polityk (ur. 1840)
- 1911:
  - Marcella Borkowska, polska aktorka (ur. 1848)
  - Frances Harper, amerykańska poetka (ur. 1825)
  - Carl Fredrik Hill, szwedzki malarz (ur. 1849)
- 1913:
  - Francisco Madero, meksykański polityk, prezydent Meksyku (ur. 1873)
  - Ferdinand de Saussure, szwajcarski językoznawca, wykładowca akademicki (ur. 1857)
  - José María Pino Suárez, meksykański polityk (ur. 1869)
  - Tadeusz Popiel, polski malarz (ur. 1863)
- 1914 – Ivor Guest, brytyjski arystokrata, przedsiębiorca (ur. 1835)
- 1916 – Phan Xích Long, wietnamski mistyk, samozwańczy cesarz Wietnamu (ur. 1893)
- 1917:
  - Preng Doçi, albański duchowny katolicki, poeta, działacz narodowy (ur. 1846)
  - Leopold Szyller, polski literat, tłumacz, księgarz, pedagog (ur. 1831)
  - Charles Vigurs, brytyjski gimnastyk (ur. 1888)
- 1918:
  - Zofia Kowalewska, polska pisarka historyczna (ur. 1853)
  - Terry McGovern, amerykański bokser (ur. 1880)
- 1919 – Maksymilian Wudkiewicz, polski lekkoatleta, chodziarz i długodystansowiec, podporucznik (ur. 1892)
- 1920:
  - Bronisław Malewski, polski generał podporucznik lekarz, polityk, poseł do Dumy i na Sejm Ustawodawczy (ur. 1874)
  - Oswald Potocki, polski działacz społeczno-narodowy (ur. 1866)
- 1921 – Salim Al-Mubarak Al-Sabah, emir Kuwejtu (ur. 1864)
- 1922:
  - Włas Doroszewicz, rosyjski pisarz, felietonista, krytyk teatralny (ur. 1865)
  - Aharon Dawid Gordon, rosyjski filozof, pisarz, pedagog, działacz syjonistyczny pochodzenia żydowskiego (ur. 1856)
  - Idzi Radziszewski, polski duchowny katolicki, filozof religii, wykładowca akademicki (ur. 1871)
- 1923:
  - Théophile Delcassé, francuski polityk (ur. 1852)
  - Maria Elżbieta z Saksonii-Meiningen, księżniczka, pianistka, kompozytorka (ur. 1853)
- 1925 – Anna Sychravová, czechosłowacka polityk (ur. 1873)
- 1926 – Bertha Wegmann, duńska malarka pochodzenia szwajcarskiego (ur. 1847)
- 1927 – Judson Harmon, amerykański prawnik, polityk (ur. 1846)
- 1929:
  - Gunnar Heiberg, norweski poeta, dramaturg, krytyk teatralny, dziennikarz (ur. 1857)
  - Stanisław Ostroróg, polski fotograf (ur. 1863)
- 1930:
  - Eugeniusz Czerwiński, polski architekt, wykładowca akademicki (ur. 1887)
  - Mabel Normand, amerykańska aktorka komediowa (ur. 1895)
  - Carlo Perosi, włoski kardynał (ur. 1868)
  - Jan Ptaśnik, polski historyk, wykładowca akademicki (ur. 1876)
  - Bill Tuttle, amerykański pływak, piłkarz wodny (ur. 1882)
- 1931 – Eliahu Kirszbraun, polski polityk, poseł na Sejm RP pochodzenia żydowskiego (ur. 1882)
- 1932:
  - Henryk Ciemięga, polski poeta ludowy, działacz narodowy i społeczny (ur. 1878)[4]
  - Filip Schleicher, polski prawnik, polityk pochodzenia żydowskiego (ur. 1870)
- 1933 – Michael Malloy, irlandzko-amerykański bezdomny, ofiara przestępstwa (ur. 1873)
- 1935:
  - Jim Kelly, irlandzki piłkarz (ur. 1870)
  - Wade Morton, amerykański kierowca wyścigowy (ur. 1889)
- 1936:
  - Bronisław Rejchman, polski przyrodnik, taternik, przemysłowiec, publicysta (ur. 1848)
  - Ignacy Tislowitz, polski architekt pochodzenia żydowskiego (ur. 1885)
- 1937 – Piotr Kon, polski adwokat pochodzenia żydowskiego (ur. 1865)
- 1938 – Edward Szwaja, polski podporucznik obserwator (ur. 1910)
- 1939 – Antonio Machado, hiszpański poeta, dramaturg (ur. 1875)
- 1940:
  - Karel Kuffner, czeski psychiatra, wykładowca akademicki (ur. 1858)
  - Siergiej Mironow, radziecki funkcjonariusz organów bezpieczeństwa, dyplomata (ur. 1894)
  - Pinchus Simanowski, radziecki funkcjonariusz organów bezpieczeństwa, polityk pochodzenia żydowskiego (ur. 1901)
  - Albert Willimsky, niemiecki duchowny katolicki, przeciwnik i ofiara nazizmu (ur. 1890)
  - Dovas Zaunius, litewski prawnik, polityk (ur. 1892)
- 1942:
  - Stefan Zweig, austriacki prozaik, poeta, dramaturg pochodzenia żydowskiego (ur. 1881)
  - Wiera Timanowa, rosyjska pianistka (ur. 1855)
- 1943:
  - Hans Scholl, niemiecki działacz antynazistowski (ur. 1918)
  - Sophie Scholl, niemiecka działaczka antynazistowska (ur. 1921)
- 1944:
  - Fuat Dibra, albański polityk (ur. 1886)
  - Piotr Struwe, rosyjski polityk, ekonomista, publicysta (ur. 1870)
  - Bronisław Ziemięcki, polski polityk, poseł na Sejm RP, minister, prezydent Łodzi (ur. 1885)
- 1945:
  - Sara Josephine Baker, amerykańska lekarka, sufrażystka, działaczka humanitarna (ur. 1873)
  - Helmut Baudach, niemiecki pilot wojskowy, as myśliwski (ur. 1918)
  - Anne Marie Carl-Nielsen, duńska rzeźbiarka (ur. 1863)
  - Richard Henkes, niemiecki duchowny katolicki, męczennik, błogosławiony (ur. 1900)
  - Habib Jusufi, tadżycki poeta, porucznik (ur. 1916)
  - Michał Pius Römer, polsko-litewski prawnik, wykładowca akademicki, polityk (ur. 1880)
- 1946 – Johannes Andreas Jolles, niemiecki krytyk literacki, badacz literatury (ur. 1874)
- 1947 – Józef Kuraś, polski żołnierz, partyzant, dowódca oddziałów podziemia antykomunistycznego (ur. 1915)
- 1949 – Félix d’Hérelle, kanadyjski mikrobiolog (ur. 1873)
- 1950:
  - Halvor Møgster, norweski żeglarz sportowy (ur. 1875)
  - Dick Sigmond, holenderski piłkarz (ur. 1887)
- 1954 – Harry Schulz, niemiecki zbrodniarz nazistowski (ur. 1910)
- 1956 – Józef Reiss, polski muzykolog (ur. 1879)
- 1957 – Roman Olszowski, polski rzeźbiarz, pedagog (ur. 1890)
- 1959:
  - Dmytro Manuilśkyj, radziecki polityk (ur. 1883)
  - Helen Parrish, amerykańska aktorka (ur. 1923)
- 1962 – Boris Wannikow, radziecki polityk pochodzenia żydowskiego (ur. 1897)
- 1963 – Paul Heim, niemiecki architekt (ur. 1879)
- 1966 – Hermann Haack, niemiecki kartograf (ur. 1872)
- 1968:
  - Paulina Apte, polska aktorka (ur. 1890)
  - Verner Weckman, fiński zapaśnik (ur. 1882)
- 1969:
  - Birger Gustafsson, szwedzki żeglarz sportowy (ur. 1874)
  - August Zierhoffer, polski geograf (ur. 1893)
- 1970:
  - Dora Boothby, brytyjska tenisistka (ur. 1881)
  - Jean Corbel, francuski geograf, geolog, geomorfolog, klimatolog, polarnik (ur. 1920)
- 1971:
  - Kazimierz Kozan, polski oficer (ur. 1895)
  - Ignacy Olszewski, polski duchowny katolicki, kapelan wojskowy, pallotyn (ur. 1909)
- 1972 – Karel Skoupý, czeski duchowny katolicki, biskup brneński (ur. 1886)
- 1973:
  - Elizabeth Bowen, brytyjska pisarka (ur. 1899)
  - Katina Paksinu, grecka aktorka (ur. 1900)
  - Brigitte Reimann, niemiecka pisarka (ur. 1933)
  - Winthrop Rockefeller, amerykański polityk, filantrop (ur. 1912)
- 1974:
  - Zygmunt Bierowski, polski podpułkownik piechoty (ur. 1895)
  - Piotr Dudziński, polski pułkownik pilot (ur. 1899)
  - Adam Szostkiewicz, polski zootechnik, wykładowca akademicki (ur. 1905)
- 1975:
  - Leah Hirsig, amerykańska okultystka pochodzenia szwajcarskiego (ur. 1883)
  - Mordechaj Namir, izraelski polityk (ur. 1897)
- 1976:
  - Florence Ballard, amerykańska wokalistka, członkini zespołu The Supremes (ur. 1943)
  - Michael Polanyi, węgiersko-brytyjski fizykochemik, wykładowca akademicki (ur. 1891)
- 1977:
  - Kazimierz Andrzej Czyżowski, polski poeta, dramaturg, publicysta (ur. 1894)
  - George Fish, amerykański rugbysta, lekarz (ur. 1895)
- 1978:
  - Joachim Büchner, niemiecki lekkoatleta, sprinter (ur. 1905)
  - Mordechaj Maklef, izraelski generał porucznik (ur. 1920)
- 1980:
  - Oskar Kokoschka, austriacki malarz, grafik, pisarz (ur. 1886)
  - Pierre Korb, francuski piłkarz (ur. 1908)
  - Jerzy Lefeld, polski kameralista, kompozytor, pedagog (ur. 1898)
- 1981:
  - Curtis Bernhardt, amerykański reżyser filmowy pochodzenia niemieckiego (ur. 1899)
  - Guy Butler, brytyjski lekkoatleta, sprinter (ur. 1899)
  - Michael Maltese, amerykański scenarzysta filmowy (ur. 1908)
- 1982 – Mimi Sodré, brazylijski piłkarz (ur. 1892)
- 1983:
  - Mieczysław Jastrun, polski poeta, eseista, tłumacz (ur. 1903)
  - Romain Maes, belgijski kolarz szosowy (ur. 1912)
  - Paolo Pedretti, włoski kolarz torowy (ur. 1906)
- 1984:
  - Aleksander Hochberg, niemiecko-polski arystokrata, oficer (ur. 1905)
  - Sattar Imaszew, radziecki i kazachski polityk, historyk (ur. 1925
- 1985:
  - Victor Carlund, szwedzki piłkarz (ur. 1906)
  - Salvador Espriu, kataloński pisarz (ur. 1913)
  - Anatolij Kostousow, radziecki polityk (ur. 1906)
  - Bice Mizzi, maltańska pianistka, pedagog (ur. 1899)
  - Bogdan Zaborski, polski geograf, wykładowca akademicki (ur. 1901)
  - Efrem Zimbalist, amerykański skrzypek, kompozytor, dyrygent, pedagog pochodzenia żydowskiego (ur. 1889)
- 1987:
  - Leon Pietraszkiewicz, polski aktor (ur. 1907)
  - Andy Warhol, amerykański malarz, plastyk, przedstawiciel pop-artu pochodzenia słowackiego (ur. 1928)
- 1988 – Stefan Majchrowski, polski pisarz (ur. 1908)
- 1989:
  - Nikołaj Borisow, radziecki generał porucznik (ur. 1897)
  - Sándor Márai, węgierski prozaik, poeta, publicysta (ur. 1900)
- 1990 – Evald Seepere, estoński bokser, trener (ur. 1911)
- 1991:
  - Józef Bogaczewicz, polski przyrodnik, poeta, nauczyciel (ur. 1904)
  - Ladislav Fialka, czeski mim, reżyser (ur. 1931)
- 1992:
  - Tadeusz Łomnicki, polski aktor, reżyser teatralny (ur. 1927)
  - Marta Suchecka, polska skrzypaczka, pedagog (ur. 1904)
  - Sudirman, malezyjski piosenkarz, kompozytor, aktor, pisarz, publicysta (ur. 1954)
  - Paul Winter, francuski lekkoatleta, dyskobol (ur. 1906)
  - Kurt Wires, fiński kajakarz (ur. 1919)
- 1993:
  - Iwo Dobiecki, polski scenograf (ur. 1933)
  - Walter Fyrst, niemiecki reżyser filmowy (ur. 1901)
  - Sirio Vernati, szwajcarski piłkarz (ur. 1907)
- 1994:
  - Hans Hürlimann, szwajcarski polityk, prezydent Szwajcarii (ur. 1918)
  - Zdzisław Wróblewski, polski prozaik, poeta, dziennikarz (ur. 1919)
- 1995:
  - Wiktor Gadziński, polski kompozytor, kontrabasista, pedagog (ur. 1909)
  - Joseph Wortis, amerykański psychiatra, wykładowca akademicki (ur. 1906)
- 1997:
  - Joe Aiuppa, amerykański boss mafijny pochodzenia włoskiego (ur. 1907)
  - Albert Shanker, amerykański nauczyciel, związkowiec pochodzenia żydowskiego (ur. 1928)
- 1998:
  - Erik Amdrup, duński chirurg, pisarz (ur. 1923)
  - Pietro Pacciani, włoski seryjny morderca (ur. 1925)
  - Abraham Ribicoff, amerykański polityk pochodzenia żydowskiego (ur. 1910)
- 1999 – Menno Oosting, holenderski tenisista (ur. 1964)
- 2000 – Aleksandra Komacka, polska koszykarka (ur. 1959)
- 2001:
  - Cledwyn Hughes, brytyjski polityk (ur. 1916)
  - John Fahey, amerykański gitarzysta, kompozytor (ur. 1939)
- 2002:
  - Maria Corti, włoska pisarka, historyk literatury (ur. 1915)
  - Chuck Jones, amerykański reżyser filmów animowanych (ur. 1912)
  - Jonas Savimbi, angolski polityk, współzałożyciel i przywódca ruchu UNITA, działacz antykomunistyczny (ur. 1934)
- 2003:
  - Lech Falandysz, polski prawnik, urzędnik (ur. 1942)
  - Daniel Taradash, amerykański scenarzysta filmowy (ur. 1913)
- 2004 – Roman Trześniowski, polski pedagog, teoretyk wychowania fizycznego (ur. 1909)
- 2005:
  - Luigi Giussani, włoski duchowny katolicki (ur. 1922)
  - Simone Simon, francuska aktorka (ur. 1910)
- 2006 – Angelica Adelstein-Rozeanu, rumuńska tenisistka stołowa pochodzenia żydowskiego (ur. 1921)
- 2007:
  - Lothar-Günther Buchheim, niemiecki pisarz, malarz (ur. 1918)
  - George Jellicoe, brytyjski arystokrata, przedsiębiorca, dyplomata, polityk (ur. 1918)
  - Dennis Johnson, amerykański koszykarz (ur. 1954)
  - Fons Rademakers, holenderski aktor, reżyser filmowy (ur. 1920)
  - Ian Wallace, amerykański perkusista, członek zespołu King Crimson (ur. 1946)
- 2008:
  - Ruta Czaplińska, polska działaczka podziemia antykomunistycznego, szefowa Wydziału Łączności NZW (ur. 1918)
  - Rubens de Falco, brazylijski aktor (ur. 1931)
  - Nunzio Gallo, włoski piosenkarz, aktor (ur. 1928)
  - Stephen Marlowe, amerykański pisarz (ur. 1928)
  - Joanna Wizmur, polska aktorka, reżyserka dubbingu (ur. 1957)
- 2009:
  - Paul Joseph Phạm Đình Tụng, wietnamski duchowny katolicki, arcybiskup Hanoi, kardynał (ur. 1919)
  - Sławomir Rutka, polski piłkarz (ur. 1975)
  - Ewa Rzetelska-Feleszko, polska językoznawczyni, onomasta (ur. 1932)
  - Howard Zieff, amerykański reżyser filmów i reklam, fotograf pochodzenia żydowskiego (ur. 1927)
- 2010 – Nelly Adamson-Landry, francuska tenisistka pochodzenia belgijskiego (ur. 1916)
- 2011:
  - Nicholas Courtney, brytyjski aktor (ur. 1929)
  - Tadeusz Garbuliński, polski lekarz weterynarii, farmakolog (ur. 1920)
- 2012:
  - Marie Colvin, amerykańska dziennikarka, korespondentka wojenna (ur. 1956)
  - Ludmiła Kasatkina, rosyjska aktorka (ur. 1925)
  - Elżbieta Kurkowska, polska montażystka filmowa (ur. 1940)
  - Rémi Ochlik, francuski dziennikarz, fotoreporter (ur. 1983)
  - Irena Turska, polska historyk, krytyk i teoretyk baletu (ur. 1912)
- 2013:
  - Wanda Ficowska, polska malarka (ur. 1929)
  - Atje Keulen-Deelstra, holenderska łyżwiarka szybka (ur. 1938)
- 2014:
  - Władimir Listow, radziecki polityk (ur. 1931)
  - Stanisław Marian Zajączkowski, polski historyk, wykładowca akademicki (ur. 1931)
- 2015:
  - Sebastián Cancio, argentyński kolarz torowy (ur. 1978)
  - Chris Rainbow, szkocki wokalista, muzyk, producent muzyczny (ur. 1946)
  - Jacek Werbanowski, polski historyk sztuki (ur. 1953)
- 2016:
  - Jacek Cieszewski, polski dziennikarz, działacz NSZZ „Solidarność” (ur. 1933)
  - Sonny James, amerykański piosenkarz country (ur. 1929)
  - Danuta Kiełczewska, polska fizyk (ur. 1945)
  - Douglas Slocombe, brytyjski operator filmowy (ur. 1913)
- 2017 – Aleksiej Pietrienko, rosyjski aktor (ur. 1938)
- 2018:
  - Nanette Fabray, amerykańska piosenkarka, aktorka, tancerka, działaczka społeczna (ur. 1920)
  - Walentin Falin, rosyjski dyplomata (ur. 1926)
  - Jan Goczoł, polski poeta, polityk, poseł na Sejm PRL (ur. 1934)
  - László Tahi-Tóth, węgierski aktor (ur. 1944)
  - Richard E. Taylor, kanadyjski fizyk, wykładowca akademicki, laureat Nagrody Nobla (ur. 1929)
- 2019:
  - Paolo Brera, włoski dziennikarz, pisarz, tłumacz (ur. 1949)
  - Jan (Stojkow), bułgarski duchowny prawosławny, biskup gławinicki (ur. 1949)
  - Stanisław Szmidt, polski duchowny katolicki, salezjanin, autor pieśni religijnych (ur. 1936)
  - Morgan Woodward, amerykański aktor (ur. 1925)
- 2020:
  - Kiki Dimula, grecka poetka (ur. 1931)
  - Janusz Fortecki, polski skoczek narciarski, trener (ur. 1932)
  - Jerzy Tepli, polski dziennikarz, publicysta (ur. 1930)
- 2021:
  - Luca Attanasio, włoski polityk, dyplomata (ur. 1977)
  - Aleksander Doba, polski podróżnik, kajakarz, odkrywca (ur. 1946)
  - Lawrence Ferlinghetti, amerykański poeta, malarz, wydawca (ur. 1919)
  - Laurindo Guizzardi, brazylijski duchowny katolicki, biskup Foz do Iguaçu (ur. 1934)
- 2022:
  - Ruth Baum, polsko-izraelska pisarka, reportażystka (ur. 1922)
  - Dionizy Biało, polski doktor habilitowany nauk technicznych (ur. 1940)
  - Jesús Tirso Blanco, argentyński duchowny katolicki, biskup Lweny (ur. 1957)
  - Iwan Dziuba, ukraiński pisarz (ur. 1931)
  - Mark Lanegan, amerykański wokalista, członek zespołów Mad Season i Screaming Trees, autor tekstów (ur. 1964)
  - Zbigniew Matuszewski, polski dyplomata (ur. 1946)
  - Paweł Młynarczyk, polski klawiszowiec, członek zespołów ZOO i Siekiera (ur. 1955)
- 2023:
  - Geremew Denboba, etiopski kolarz szosowy (ur. 1932)
  - Ryszard Kinalski, polski neurofizjolog, wykładowca akademicki (ur. 1929)
  - Ahmad Kuraj, palestyński polityk, premier Autonomii Palestyńskiej (ur. 1937)
- 2024:
  - Edie Ceccarelli, amerykańska superstulatka (ur. 1908)
  - Robert Patrick Ellison, irlandzki duchowny katolicki, biskup Bandżulu w Gambii (ur. 1942)
  - Artur Jorge, portugalski piłkarz, trener (ur. 1946)
  - Alois Kothgasser, austriacki duchowny katolicki, salezjanin, arcybiskup Salzburga (ur. 1937)
  - Pentti Pesonen, fiński biegacz narciarski (ur. 1938)
  - Paramjit Singh, indyjski koszykarz (ur. 1952)
  - Jerzy Wojtczak-Szyszkowski, polski filolog klasyczny, latynista, wykładowca akademicki (ur. 1939)
- 2025:
  - Hans van den Broek, holenderski prawnik, polityk, minister spraw zagranicznych, komisarz europejski (ur. 1936)
  - Germán Trajano Pavón Puente, ekwadorski duchowny katolicki, biskup Tulcán i Ambato (ur. 1936)
  - Włodzimierz Jan Zakrzewski, polski malarz, rysownik (ur. 1946)